# St. Michael (Breitenbrunn)

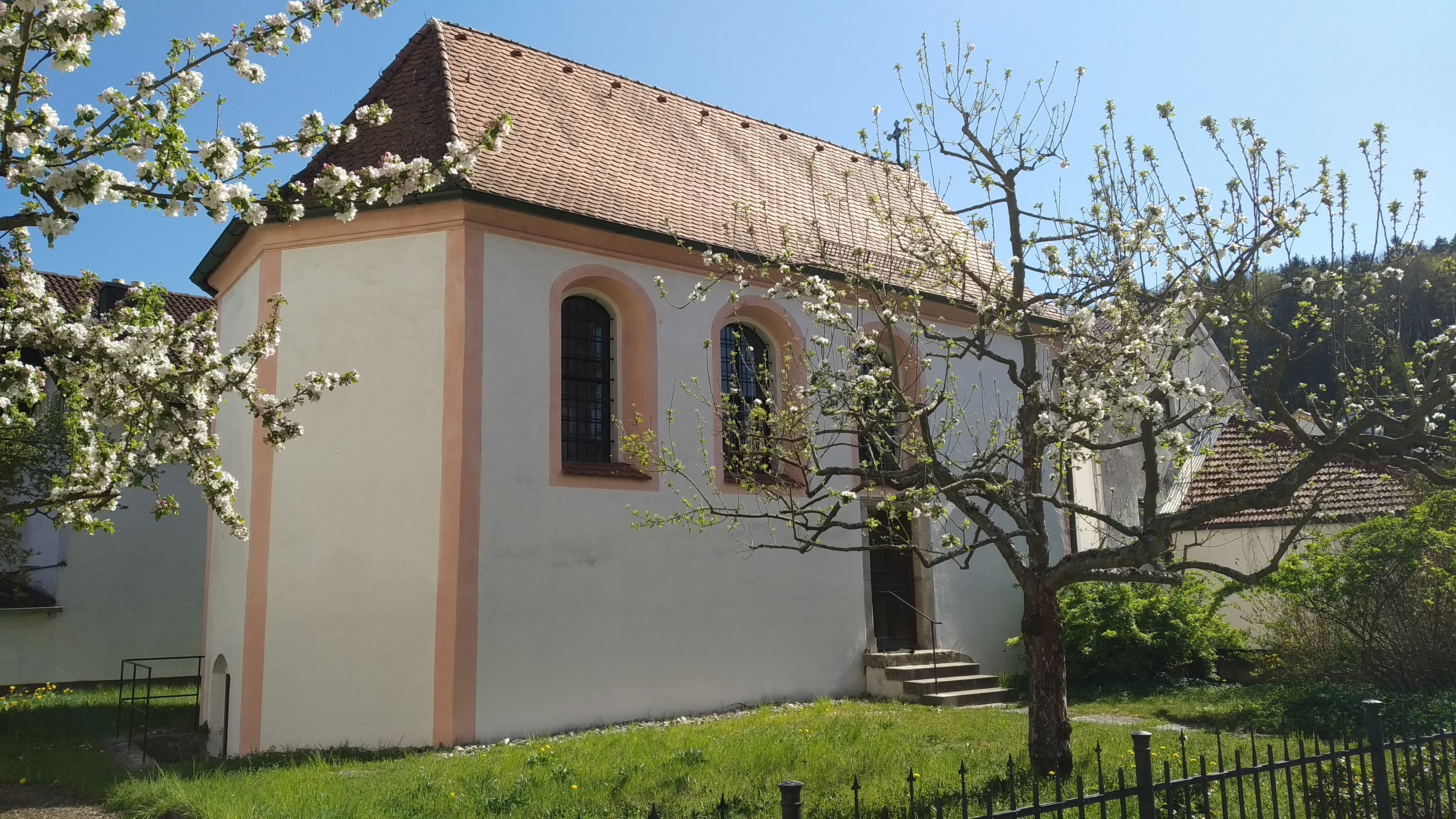
St. Michael (Breitenbrunn)

Die römisch-katholische, denkmalgeschützte Kapelle St. Michael steht in Breitenbrunn, einem Markt im Landkreis Neumarkt in der Oberpfalz von Bayern. Die Kirche gehört zum Dekanat Neumarkt in der Oberpfalz im Bistum Eichstätt. Das Bauwerk ist unter der Denkmalnummer D-3-73-115-9 als Baudenkmal in die Bayerische Denkmalliste eingetragen.

## Beschreibung
Die giebelständige, zweigeschossige Saalkirche wurde 1500 errichtet und 1737 umgebaut. Das obere Geschoss des Langhauses, das mit einem Satteldach bedeckt ist, hat einen dreiseitigen Abschluss im Osten. Sein Innenraum ist mit einer Flachdecke überspannt. Er steht für Taufen zur Verfügung. Das Taufbecken wurde aus der Pfarrkirche übernommen. Der um 1720 gebaute Altar trägt das Wappen von Tilly. Auf dem Altarretabel ist der heilige Michael dargestellt.
Das Langhaus im Souterrain, das elf Treppenstufen unter dem Niveau liegt, wird heute nicht mehr für Gottesdienste benutzt.